# Bernhard Fischer-Wasels

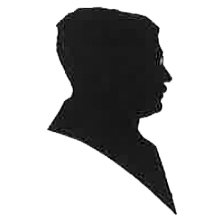
Silhouette, geschnitten von Rose Hölscher (vor 1922)

Bernhard Fischer-Wasels, geborener Fischer, seit 1926 Fischer-Wasels (* 25. Januar 1877 in Atsch; † 23. Dezember 1941 in Frankfurt am Main) war ein deutscher Pathologe.

## Leben
Nach dem Medizinstudium in Straßburg, München und Berlin und der Promotion 1900 in Bonn absolvierte Bernhard Fischer die Ausbildung in Pathologie in Bonn unter Karl Köster, später unter Hugo Ribbert. 1903 habilitierte er sich für das Fach Pathologie. 1914 bis 1941 war er Professor der Allgemeinen Pathologie und Pathologischen Anatomie an der Universität Frankfurt und von 1908 bis 1941 Direktor des Senckenbergischen Pathologischen Instituts zu Frankfurt. 1930/31 war Fischer-Wasels Rektor der Universität Frankfurt. Er galt als führender Tumorforscher, und insbesondere als Entdecker der petrochemischen Karzinogenese (Um 1906 erzeugte er durch Injektion von in Öl gelösten Farbstoffen atypische Epithelwucherungen in der Haut und die Bildung von metaplastischem Plattenepithel in der Brust). 1928 legte er dar, dass die von Lothar Heidenhain in Betracht gezogene Entstehung von Krebsgeschwülsten durch Parasiten unbewiesen ist.
Zu seinen Schülern gehört der Pathologe Philipp Schwartz.